# 플라잉 타이거스
플라잉 타이거스(Flying Tigers, 중국어: 飛虎隊)는 중일전쟁, 태평양 전쟁에서 중화민국 공군 소속으로 일본군과 싸운 중화민국 공군 제1미국인 의용 대대(1st American Volunteer Group, 약칭 AVG, 중국어: 中華民國空軍美籍志願大隊)의 애칭이다. 이들은 연합국이 일본군에 연패하던 태평양 전쟁 초기 몇 개월 동안 연합국 부대중에서 유일하게 주목할만한 전과를 올림으로써 연합국의 사기를 크게 올렸다. 이들은 미국이 태평양 전쟁에 본격적으로 뛰어들면서 해체되고 미육군 제 23 전투비행단(23FG)으로 대체되었다.

## 기원
AVG는 미국인 사업가이자 외교관, 정보기관원이었던 폴리(William D. Pawley ,1896–1977)의 구상에 의해 창설되었다. 그는 군인출신이 아니었기 때문에, 군사적 실무작업은 퇴역 항공대 장교인 첸노트가 맡았다. 첸노트는 중일전쟁이 발발한 1937년부터 중화민국 장제스 총통의 군사고문으로 중국에서 일하고 있었다.
당시 중국군을 지원하기 위해 소련 공군 부대가 파견되어 있었으나, 1940년 이들은 거의 철수했고, 이를 보충하기 위해 장제스는 첸노트를 미국에 파견하여 미국의 지원을 청했다. 미국은 일본과 아직 전쟁에 들어가지 않았고, 외교적 마찰을 피하기 위하여 민간 경로의 지원을 결정했다. 그리하여 미국 정부는 중국에 차관을 제공하는 형식을 취한 후, 이 자금으로 첸노트가 미국 내에서 부대를 구성하기 시작했다.
첸노트는 100대의 커티스 P-40을 구매하고, 100명의 파일럿, 200명의 지상요원을 모집하여 부대를 구성하였다. 이 부대원들은 대부분 미군의 항공대 소속으로서 루즈벨트 대통령의 비밀명령 혹은 양해에 따라 군에서 제대처리되어 여기에 가담한 것이었다. 첸노트는 이후 부대를 더욱 증원하려고 했으나, 일본의 진주만 공격 이후 미국의 방위에 우선순위가 놓여 이는 취소된다.

## 제1 미국인 의용 대대
모집된 100명의 파일럿 중 60명은 해군이나 해병대 항공대에서, 40명은 육군 항공대 출신이었다. 또한 10명의 교관이 따로 중국군 파일럿을 지도하기 위해 채용되었으나, 이들은 후에 결국 AVG의 실전에 참가하게 된다. 이들의 신분은 "센트럴 항공 제작 회사" (Central Aircraft Manufacturing Company)의 민간인 계약자 형식을 취했다. 파일럿의 월급은 약 600-700 달러(2009년 시세로 약 1만달러) 로 현역 시절보다 월등히 많은 액수였다. 또한 적기 한대를 격추할 때마다 따로 500달러를 받기로 구두계약 했다.
이러한 계약 내용때문에 이들을 용병으로 간주하기도 하지만, AVG는 처음부터 미국 군사 당국과 밀접한 관계를 맺고 있었으며, 루즈벨트 대통령의 비밀명령과 양해하에 구성되었기 때문에 사실상 미국 정부의 지원을 받고 있었다. 그리하여 이들이 1942년 해체되어 미국 육군 항공대에 편입하는 것도 별다른 무리없이 진행되었다.
이들은 민간인 신분으로 버마에 배로 도착하여, 주문한 전투기가 조립되어 도착할 동안 버마에서 훈련을 받았다.

## 부대 구성과 첸노트의 공중전 전법
AVG는 3개 비행대대로 나뉘었으며, 파일럿중 일부는 경험 및 기량미숙으로 중간에 탈락했고 수리부품확보의 어려움으로 인해 최대 62기정도의 전투기가 전투가능상태에 있었다. 첸노트는 전력을 극대화하기 위해 탈락한 파일럿들을 스탭이나 혹은 예비대로 배속시켰다.
첸노트는 중국에 군사고문으로 있으면서 일본 전투기들과 파일럿의 전법을 주의 깊게 관찰하고 연구했다. 또한 그는 AVG의 파일럿과 P-40의 장단점을 파악하고, 효과적인 전법을 내놓았다.
첸노트는 AVG 전투기들이 고도에 우위가 있을 때만 강하하면서 일본군과 교전하고, 일단 공격이 끝난 후 전장을 재빨리 이탈하며, 격추시키지 못한 적을 다시 선회 공격하는 것을 금지했다 (이를 dive-and-zoom 전법, 또는 일격일탈 전법이라고 한다) . 이는 운동성이 좋은 일본군 전투기들을 볼 때, 선회공격으로 싸우는 것은 위험했기 때문이었다. 이는 미국에서 가르치는 공중전 전리와는 어긋나는 것이었으나, 중국에 파견된 소련 전투기들이 이 전법으로 일본군과 성공적으로 싸운 전훈을 바탕으로 한 것이었다. 이 전법으로 AVG도 공중전에서 커다란 성공을 거두었다.

## 커티스 P-40
AVG가 사용했던 P-40B 토마호크는 원래 아프리카에 주둔한 영국 공군을 위한 모델이었다. 이 전투기는 당시에 그다지 좋은 평판을 받은 기종은 아니었다. 또한 여기에 딸린 예비부품이 모자랐기 때문에 AVG는 항상 정비에 어려움을 겪었다. AVG는 격전을 치르면서 많은 전투기를 잃었기 때문에, 참전 말기에는 50대의 P-40E 키티호크 신형기를 다시 지원받게 된다.
P-40은 일본 전투기에 비해 운동성이 떨어지는 대신 하강 속도가 뛰어나고, 견고한 기체에 중무장의 장점이 있었다. 이것은 첸노트의 일격일탈 전법과 맞아떨어져서 AVG가 많은 전과를 올리는 원인이 되었다.
AVG는 특히 기수를 상어 그림으로 장식하여 인상적인 모습으로 전장에 나타났다. 이는 영국 공군의 112 비행대대(112SQ)의 기수 모양을 모방한 것이었다. AVG는 미국인 후원자들로부터 "플라잉 타이거즈"라는 별명을 얻게 되었다.

## 전과
일본군이 중국의 주요 항구를 대부분 점령하고 있었기 때문에, 내륙인 충칭으로 수도를 옮긴 중화민국 정부에게 버마의 랭군 항은 미국의 군사물자를 지원받을 수 있는 유일한 항구였다. 연합국은 해로를 통하여 이곳으로 군사물자를 수송한 후, 다시 육로나 공중수송으로 국민당 정부를 지원하였다. AVG는 이 수송로를 방어하기 해 제1,2 비행대대는 윈난성 쿤밍에 주둔하였고, 제3비행대대는 버마 랭군에 주둔하면서 임무를 개시하였다.

### 첫 전투
AVG의 첫 전투는 1941년 12월 20일, 일본의 진주만 공격이 있은지 10여일 후 이루어졌다. AVG의 제 1, 2 비행대대는 10대의 일본군 Ki-48 폭격기를 요격하였다. 이중 4대를 격추하고, 나머지는 폭탄을 버리고 도주하게 하였다. 이 전투에서 AVG의 손실은 없었다.

### 버마 전투
일본은 당시 버마의 영국군 기지를 공격하고 있었고, 버마에 주둔한 AVG 제3비행대대 (총전력 18기)는 이들을 저지하기 위해 출격하였다. 12월 23일 미쓰비시 Ki-21, Ki-30 폭격기가 나카지마 Ki-27 전투기의 호위를 받으며 랭군에 주둔한 AVG기지를 폭격하기 위해 오고 있었다. AVG는 영국공군과 함께 출격하여 8대의 Ki-21을 격추시켰다. AVG의 피해는 3대였다. 그러나 폭격은 성공했고, AVG는 지상에서 보유기 몇대를 잃었다.
12월 25일에는 좀 더 성능이 우수한 나카지마 Ki-43 하야부사 전투기의 호위를 받으며 다시 Ki-21 폭격기가 접근했다. 폭격기의 수는 63대였고, 호위전투기는 25대였다. AVG의 전투기 12대와 영국공군의 15대는 다시 요격에 나서 10대를 격추하고, AVG는 3대, 영국공군은 5대의 전투기를 잃었다. 기지는 다시 폭격당했다. 계속된 전투로 제3비행대대의 소모가 극심하자, 중국방면에서 제2비행대대가 구원을 왔다. 제2비행대대는 태국에 있는 일본군 기지를 폭격하였다.
1월 12일, 일본은 전면적으로 버마 전역을 점령하기 위한 작전을 개시하였다. AVG는 일본군에 많은 피해를 입히지만, 워낙 수적 열세에 있었기 때문에, AVG의 손실도 극심하였다. 그리하여 2월중순이 되자, AVG가 가동할 수 있었던 전투기는 고작 10대에 불과하였다. 또한 영국군은 지상전투에서 패해 랭군을 포기하였고, AVG도 북부 버마로 기지를 옮겼다.
이들 전투에서 AVG는 50대의 적기를 격추하고 20대의 비행기를 잃었다.

### 중국으로 후퇴하다
랭군이 일본군에 함락된 이후, AVG는 기지를 랭군에서 북쪽으로 300마일 떨어진 마그웨로 옮겼다. 제1,2비행대대의 소모가 극심했기 때문에, 첸노트는 전력보강을 위해 제3전대도 마그웨로 진출시켰다. 이곳에 주둔한 연합국 전투기는 38대에 불과했으며, AVG 소속은 8대였다. 이들에 맞선 일본군은 271대의 항공기를 보유하고 있었으며 그중 115대가 전투기였다.
AVG와 영국 공군은 이들과 용감히 맞서 싸웠으나, 워낙 수적으로 열세였기 때문에 3월말이 되면 4대의 전투기만 남게 되었다. 3월 23일 AVG는 중국의 Lowing으로 후퇴하였다. 이때 50대의 신형 P-40E 보충기가 도착하고, 정비를 통해 12대가 다시 전열에 참가하여, AVG는 다시 전력을 확충하게 되었다. 이들은 기지를 공격해 온 12대의 Ki-43 하야부사 전투기와 맞서 4대를 격추시키고 1대를 지상공격으로 잃었다.
한편 이때, AVG에 대해 버마에서 계속 전투를 벌이는 연합국 지상군 지원에 참가하라는 압력이 가중되고 있었다. AVG 파일럿들은 이를 쓸모없거나 위험하다고 생각했기 때문에 4월 중순에 이를 거부하는 항명을 하기도 하였다. 첸노트는 이를 진압하고, 계속 지상 지원을 하도록 명령했다. 그럼에도 불구하고 버마의 전국은 악화되어 AVG는 다시 바오산으로 다시 한번 기지를 옮겼다.
바오산 기지도 일본군에게 항상 폭격을 받았지만, AVG는 이들을 요격하여 전과를 올렸으며, AVG도 종종 베트남에 기지를 둔 일본군 항공대를 선제 폭격하기도 하였다.

### 이후
버마가 일본군에게 완전히 함락된 이후 AVG는 중국방어의 임무를 맡았다. 둘리틀 비행대의 도쿄 폭격 이후, 일본군은 일본 본토에 대한 폭격 기지가 될 수 있는 곳을 제거하기 위해 필사적이 되었다.
이에 맞서 연합국도 AVG를 미국 정규군으로 대체하기로 결정하였다. 그리하여 미국 육군 항공대 제23 전투비행단이 6월부터 AVG의 주둔지에 도착하기 시작하였다. AVG의 최후의 전투는 헝양 상공에서 피해 없이 4대의 Ki-27을 격추한 것이었다. 이 전투를 끝으로 AVG는 해체되었다.

## AVG에 대한 평가
AVG는 공식적으로 297대의 적기를 파괴하거나 격추했다는 전과를 발표했다. 그러나 일본군의 전투일지를 조사한 어떤 연구자는 실제 격추대수는 115대 정도라는 설을 내놓았다. 설령 AVG의 전과를 낮게 잡은 이 연구자의 설을 취한다고 해도, AVG는 태평양 전역의 다른 어떤 연합국 전투기 부대보다 높은 격추비율을 보이고 있다. 특히 AVG는 항상 수적 열세에서 일본군과 교전을 벌였기 때문에 그들의 전과는 특기할만한 것이다. AVG의 P-40은 구형인 일본군의 Ki-27 전투기는 물론 신형인 Ki-43에 대해서도 공중전에서 우위를 보였다.
AVG의 이러한 선전은 태평양 전쟁 초기 일본군에게 연전연패하던 연합국에게 일본군이 무적이 아님을 보여줌으로써 사기를 크게 올렸다고 평가받고 있다.
또한 AVG의 파일럿중 많은 수가 이러한 전과로 인하여 중국정부로부터 각종 훈장과 포상을 받았다.
AVG의 최고의 에이스는 적기 13대를 격추한 로버트 닐(Robert Neale)이었고, 그를 포함한 5명의 조종사들이 10대 이상의 격추수를 기록하였다.

## 유산
AVG의 성공을 본 미국 정부는 이를 미국 육군 항공대에 편입시키기 위한 협상을 첸노트와 시작했다. AVG의 지휘관이었던 첸노트는 준장으로 승진하여 중국에 주둔한 미국 육군 항공대를 지휘하게 되었다. 1942년 7월 4일부터 공식적으로 AVG는 해체되고 제23 전투비행단으로 대체되었다.
대부분의 AVG 파일럿들은 자유분방하여, 새로 미국에서 파견된 지휘관의 고지식함을 싫어했기 때문에, 제23 전투비행단에 남기를 거부했다. 이들 중 어떤 이는 후에 제23 전투비행단에 참여하여 계속 싸우기도 하였다. 그러나 미국 언론들은 제23 전투비행단을 계속 플라잉 타이거즈라고 지칭하였다. 대부분 AVG 파일럿들은 중국 공군의 수송기 부대로 전속되거나 다시 미군에 복귀하여 다른 전역에서 싸웠고, 어떤 이들은 미국으로 돌아와 민간인으로 살게 되었다.

## 기념사업
미국의 여러 항공관련 기념관에서는 플라잉 타이거즈의 전과를 기리는 전시를 하고 있다. 그리고 태국과 타이완, 중국 본토에도 이들을 기념하기 위한 기념관이 있다. 특히 중국 본토의 후난성 즈장에 있는 기념관은 플라잉 타이거즈만을 기념하기 위한 것이다.
2005년에는 중국 쿤밍에서는 플라잉 타이거즈를 기념하기 위한 행사가 열렸다.
1992년 플라잉 타이거즈 50주년을 즈음하여, 미국 정부는 이들의 AVG 근무를 공식적인 미군 복무로 인정해 주었다. 또한 이들에 대해 조지 H.W. 부시 미국 대통령은 "전문성, 의무에의 헌신, 특별한 영웅주의"라는 찬사를 보냈다.
한편 AVG를 대체한 제23 전투비행단과 그 승계부대인 미국 제14 공군은 플라잉 타이거즈의 문장을 부대 문장으로 사용하고 있다.

## 같이 보기
- 소비에트 자원군: 중일 전쟁 당시 활약한 소련 의용군 부대 중 하나이다.